# Egzit 09
Egzit 09 je trajao 4 dana, od 9. do 12. jula 2009. godine. Svakog dana na Petrovaradinskoj tvrđavi se okupljalo u proseku od 40.000 do 50.000 ljudi. U kampu, koji je prvi put bio smešten u napuštenoj vojnoj kasarni na Trandžamentu, bilo je smešteno preko 6.000 gostiju. Američka televizijska mreža CNN svrstala je Egzit 09 u 12 najboljih festivala na svetu održanih te godine.
Za više informacija o samom festivalu, pogledajte članak Egzit.

## Izvođači i bine
{{ Izvođači i scene na Egzitu
| broj = 09
| izvođači = -{Arctic Monkeys
Buzzcocks
Carl Cox b2b Green Velvet
Delinquent Habits
Ebony Bones
Eric Prydz b2b Adam Beyer
Etienne de Crecy Live
Fucked Up
Grandmaster Flash
Gui Boratto Live
Hannah Holland b2b Tayo
Heidi b2b Justin Martin
James Zabiela b2b Nic Fanciulli
Kissy Sell Out b2b Alex Metric
Korn
Kraftwerk
Lily Allen
Loco Dice b2b Magda
Madness
Mando Diao
Manic Street Preachers
Marko Nastić b2b Valentino Kanzyani
Max Romeo
Moby
Obojeni program
Overdrive
Patti Smith
Paul Woolford b2b Yousef
Reboot live
Richie Hawtin b2b Dubfire
Roots Manuva
Sander Kleinenberg b2b Darren Emerson
Sasha b2b John Digweed
Steve Angello b2b Sebastian Ingrosso
Steve Lawler b2b Lee Burridge
The Herbaliser
The Japanese Popstars live
The Prodigy}-
|scene=
}}

## Spoljašnje veze
- Zvanični sajt festivala

## Istorija
|  | Istorija festivala2000 • 2001 • 2002 • 2003 • 2004 • 2005 • 2006 • 2007 • 2008 • 2009 • 2010 • 2011 • 2012 |